# 狡猾的女人
《狡猾的女人》（日语：ズルい女）是日本樂團射亂Q的第5張單曲。1995年5月3日發行。
歌曲中「狡猾的女人」是指一名欺騙男人感情的女子，而歌曲的主人公卻依然癡情地愛著這個女人。
《狡猾的女人》是射亂Q至今銷量最高的一首單曲，儘管在Oricon週榜上最高僅排行第2位，但是連續15個星期排在週榜前10。最終銷量達150萬張以上，是日本至今史上銷量排行第84位的單曲。
1999年被椰果少女組翻唱成英語歌曲《DANCE＆CHANCE》。
2009年被Music Station評選為「新國民的名曲100首」的第72位。

## 收錄曲目
1. 狡猾的女人
  - 作詞、作曲：淳君；編曲：&射亂Q（ホーンアレンジ：森宣之）
2. 雨中
  - 作詞：淳君；作曲：；編曲：射亂Q
3. 黑田節
  - 福岡縣民謠
4. 狡猾的女人(inst.)